# Borgo metropolitano di Lambeth
Il borgo metropolitano di Lambeth fu un municipio inglese della vecchia contea di Londra esistito fra il 1900 e il 1965.

## Storia

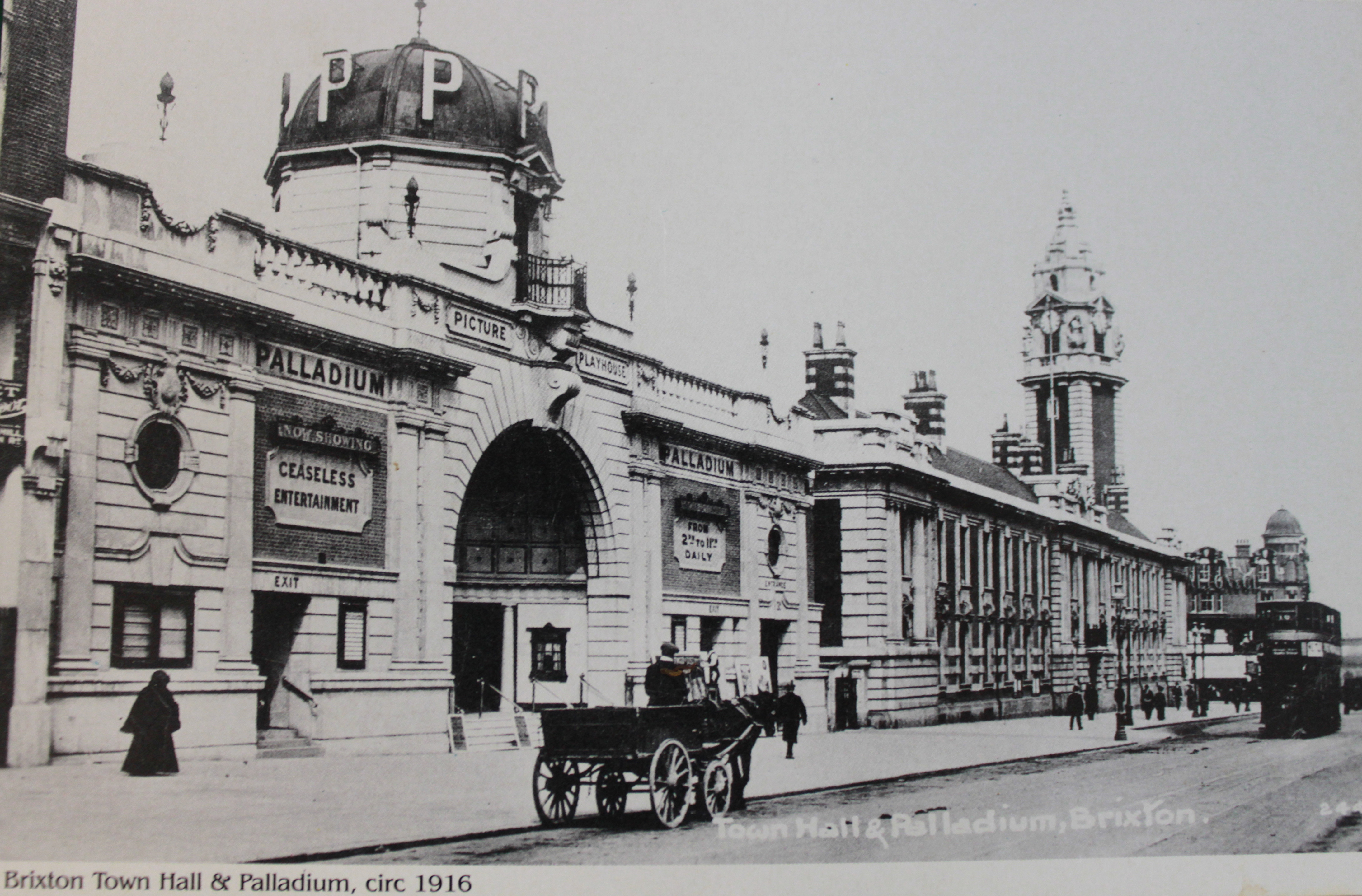
Palladium, 1916

Il municipio fu istituito sulla vecchia parrocchia di Lambeth, e fu subito sottoposto all'autorità provinciale del Consiglio della Contea di Londra. Esteso per 16 km², aveva una popolazione di 300.000 abitanti ad inizio Novecento e di 222.000 residenti nei primi anni sessanta.
Nel territorio municipale ricadevano alcuni cruciali nodi di trasporto della metropoli, tra la stazione di Waterloo. Nel 1965 il borgo fu allargato con alcuni quartieri vicini andando a formare l'odierno borgo londinese di Lambeth.